# Lestes garoensis
Lestes garoensis là loài chuồn chuồn trong họ Lestidae. Loài này được Lahiri mô tả khoa học đầu tiên năm 1987.